# Катастрофа Ми-17 под Кунуром
Катастрофа Ми-17 под Кунуром — авиационная катастрофа, произошедшая 8 декабря 2021 года. Вертолёт Ми-17В-5 ВВС Индии разбился под Кунуром (штат Тамилнад, Индия). Из находившихся на борту 14 человек (4 члена экипажа и 10 пассажиров) никто не выжил.
Среди погибших — начальник штаба обороны Индии Бипин Рават и его супруга Мадулика Рават.

## Вертолёт
Разбившийся Ми-17 был одним из 80 вертолётов, доставленных ВВС Индии по контракту, заключённому в 2008 году. Был доставлен в 2013 году. С момента последнего технического обслуживания налетал более 26 часов.

## Экипаж
- Притви Сингх Чаухан — командир экипажа Ми-17, также являлся командиром крыла[англ.] и командиром 109-го вертолётного подразделения ВВС Индии[9].
- Кулдип Сингх — второй пилот и лидер эскадрильи[англ.][10].

Также в экипаж входили два младших прапорщика.

## Катастрофа

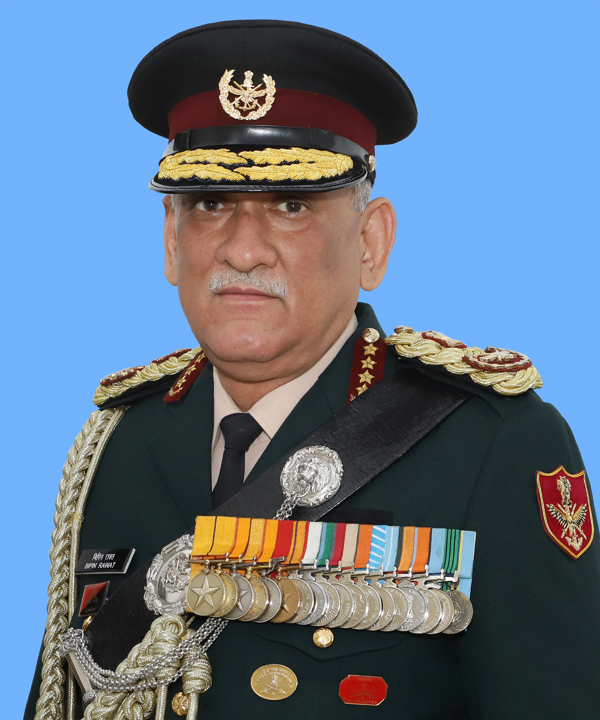
Бипин Рават в 2020 году

Бипин Рават прибыл на военную базу Сулур, самолётом из Паламы. Затем он сел в вертолёт Ми-17, который должен был выполнить рейс по маршруту военный аэродром Сулур — военный колледж ВВС Индии. Вертолёт вылетел в 11:47 по местному времени. Планируемое время прибытия на территорию колледжа — 12:20.
Около 12:10 Ми-17В-5 столкнулся с землёй в 11 километрах от места назначения, близ города Кунур. При столкновении вертолёт загорелся.

## Погибшие
После крушения ВВС опубликовали заявление, подтверждающее гибель 13 из 14 человек, находившихся в вертолёте.
Помимо Равата, который направлялся в Военный колледж для чтения лекции, пассажирами рейса были его жена Мадулика Радж Сингх Рават, его помощник бригадир Л. С. Лиддер и его штабной офицер подполковник Харджиндер Сингх. В вертолёте также находились пять других сержантов и солдат.
Единственный выживший — Варун Сингх — после катастрофы проходил лечение в Военном госпитале в Веллингтоне. 15 декабря скончался от полученных травм.